# David Howell (szachista)
David Wei Liang Howell (ur. 14 listopada 1990 w Eastbourne) – brytyjski szachista, posiada tytuł arcymistrza osiągnięty w wieku 16 lat 1 miesiąca 22 dni, co czyni go najmłodszym brytyjskim arcymistrzem w historii.

## Kariera szachowa
Lista jego sukcesów:
- 29 września 1999 - zwycięstwo nad arcymistrzem Johnem Nunnem w oficjalnej partii błyskawicznej,
- 2 stycznia 2001 - zwycięstwo nad arcymistrzem Colinem McNabem na tradycyjnym turnieju w Hastings w partii granej tempem klasycznym,
- 1 października 2001 - ranking FIDE 2247,
- 1 marca 2002 - czteropartiowy mecz w szachy błyskawiczne z mistrzem świata Władimirem Kramnikiem (mecz kończy się porażką Howella jednakże remis w czwartej partii wzbudza sensację),
- 1 października 2003 - ranking FIDE 2381 odpowiadający poziomowi mistrza międzynarodowego,
- 5 lutego 2004 - trzecia norma i tytuł mistrza międzynarodowego,
- 1 stycznia 2007 - ranking FIDE 2501,
- 5 stycznia 2007 - trzecia i ostatnia norma niezbędna do przyznania tytułu arcymistrza szachowego na turnieju w Sztokholmie - dzielone drugie miejsce z wynikiem 7/9 pkt,
- 2009 – tytuł indywidualnego mistrza Wielkiej Brytanii,
- 2010 – tytuł Szachisty Roku 2009 w Anglii (ang. English Chess Federation Player of the Year 2009/10)[3],
- 2012 – I m. w Leiden[4], brązowy medal mistrzostw Wielkiej Brytanii[5],
- 2013 – złoty medal mistrzostw Wielkiej Brytanii[6],
- 2014 – złoty medal mistrzostw Wielkiej Brytanii[7],
- 2015 – II m. (za Hikaru Nakamurą) w turnieju Gibraltar Chess Festival[8], dz. I m. w Dubaju (wspólnie z m.in. Draganem Šolakiem)[9].

Sukcesy w rozgrywkach o mistrzostwa świata i Europy juniorów:
- 2000 – srebrny medal w mistrzostwach Europy do lat 10,
- 2001 – brązowy medal w mistrzostwach Europy do lat 12,
- 2002 – brązowy medal w mistrzostwach świata do lat 12.

Wielokrotnie reprezentował Anglię w turniejach drużynowych, m.in.:
- czterokrotnie na olimpiadach szachowych (w latach 2008, 2010, 2012, 2014)[10],
- dwukrotnie na drużynowych mistrzostwach Europy (w latach 2011, 2013)[11].

Najwyższy ranking w dotychczasowej karierze (stan na maj 2022) osiągnął 1 sierpnia 2015 r., z wynikiem 2712 punktów zajmował wówczas 36. miejsce na światowej liście FIDE, jednocześnie zajmując 2. miejsce (za Michaelem Adamsem) wśród angielskich szachistów.